# 7699 Bozek
A 7699 Bozek (ideiglenes jelöléssel 1989 CB4) a Naprendszer kisbolygóövében található aszteroida. Antonín Mrkos fedezte fel 1989. február 2-án.